# 日内瓦道路交通公约
《道路交通公约》，俗称《日内瓦道路交通公约》（为了与1968年的维也纳公约相区分），是一项旨在于建立统一的道路交通规则来促进国际道路交通发展和安全的国际条约。该公约规定了上路车辆在机械和安全设备方面的最低标准，并且对车辆来源国的识别标记做出了规定。本公约由1949年8月23日至9月19日在日内瓦举行的联合国道路和汽车运输会议所制定，并开放供各国签署。除了本公约，这次会议也制定了《道路标志和信号议定书》。本公约生效于1952年3月26日。
1950年9月16日，在日内瓦又制定了一项补充本公约和《道路标志和信号议定书》的欧洲协定。

## 缔约方
公约已获得 101 个国家的批准，生效后取代了若干缔约方之前签订的道路交通公约。
若干缔约方在1968年签订了维也纳道路交通公约。在这些缔约方之间，维也纳公约将取代本公约。

## 跨境车辆

登记国的国别标志。 D 表示 Deutschland（德国）。

该公约为驾车者带来的一项主要福利是：缔约方有义务承认来自其他缔约方车辆的合法性，但在注册国家/地区以外驾驶时必须满足以下要求：
- 车辆必须至少在尾部展示其登记号码（车牌号）。登记号码必须由“数字”或“数字和字母”组成，必须以大写拉丁字母和阿拉伯数字显示。在显示该号码的基础上，可以额外显示用其他字母表示的登记号码。登记号码不能只有字母；根据附件3第1段的当前措辞，国际交通不允许车辆登记号码仅包含字母。该要求于 2016年提出修订。[4]

- 必须在车辆尾部显示登记国的国别标志。该标志必须与牌照分开放置。它可能“不会”被并入车辆牌照（例如欧盟格式的牌照）。

- 标志的物理要求在《日内瓦道路交通公约》附件 4 中定义，其中规定字母应为白底黑字，呈长轴水平的椭圆形。

- 车辆必须满足注册国家/地区合法道路使用的所有技术要求。 车辆行驶所在的签署国的任何相互冲突的技术要求（例如，右舵驾驶或左舵驾驶）均不适用。
- 司机必须携带车辆登记证，如果车辆未登记在车主名下（例如 租用汽车），则需提供司机有权拥有车辆的证明 .

带有区别标志的车牌（本例为欧盟通用格式），在仅加入《日内瓦道路交通公约》的国家/地区无效，除非它们是欧盟/欧洲经济区的成员。 但是，它确实满足《维也纳道路交通公约》中规定的要求。

在某些缔约方之间，展示本公约中所规定的国别标志的要求（例如：本公约要求与车辆登记号码分开展示）可被豁免——例如在欧洲经济区国家之间可使用欧盟标准的车牌（国别标志与车牌号合为一体），又或者在美国和加拿大之间（表示注册地的文字通常模印或喷涂在车牌上）。

## 国际驾驶执照
《日内瓦道路交通公约》是授予国际驾驶执照的三个公约之一，另外两个是 1926年巴黎国际汽车交通公约和1968年维也纳道路交通公约。如果两个缔约方同时签订了不止一个公约，则在它们之间将适用最新的那个公约。
公约对驾驶许可证和国际驾驶许可证的描述位于附件9和附件10，规定国际驾驶执照自签发之日起一年内有效。
| Class | Description |
| ----- | --- |
| A     | 摩托车（不论是否装有挎斗(side-car)），残疾人专用车（invalid carriages）和三轮摩托车，空载时重量不超过400千克（900磅）。                                |
| B     | 用于乘客运输的机动车辆，除了驾驶员座椅，最多包含八个座位；或用于运输货物且最大获批准重量不超过3500千克（7700磅）的机动车辆。此类车辆可与轻型拖车连接。 |
| C     | 用于运输货物且最大获批准重量超过3500千克（7700磅）的机动车辆。此类车辆可与轻型拖车连接。                                                               |
| D     | 用于乘客运输的机动车辆，除了驾驶员座椅，包含超过八个座位。此类车辆可与轻型拖车连接。                                                                   |
| E     | 上述授权的 B、C 或 D 类机动车辆，但挂有轻型拖车以外的拖车。                                                                                            |

- 车辆的“最大获批准重量”是指车辆准备上路时的车辆重量，加上其最大载重。
- “最大载重”是指车辆登记地主管当局宣布允许的载重量。
- “轻型拖车”是指最大获批准重量不超过750千克（1650磅）的拖车。